# Lista över byggnadsminnen i Västra Götalands län
Det här är en lista över byggnadsminnen i Västra Götalands län.
I länet finns det i september 2021 totalt 290 anläggningar som är klassade som enskilda byggnadsminnen (258) eller statliga byggnadsminnen (32).

## Ale kommun
| Namn                                                                                    | Ursprunglig funktion   | Byggår | Arkitekt | Plats    | Läge               | Anläggnings-ID | Bild                                    |
| --------------------------------------------------------------------------------------- | ---------------------- | ------ | -------- | -------- | ------------------ | -------------- | --------------------------------------- |
| Repslagarmuseet (Starrkärr 15:4, Carlmarks repslageri, Gamla repslagarbanan i Älvängen) | Repslageri (1 byggnad) | 1920   |          | Älvängen | 57.96197, 12.12346 |                | Ladda upp en till bild av denna byggnad |

## Alingsås kommun
| Namn                                                                                 | Ursprunglig funktion                     | Byggår           | Arkitekt | Plats          | Läge                 | Anläggnings-ID | Bild                                    |
| ------------------------------------------------------------------------------------ | ---------------------------------------- | ---------------- | -------- | -------------- | -------------------- | -------------- | --------------------------------------- |
| Alingsås rådhus (Kristina 7; f.d. Kristina 3)                                        | Rådhus (1 byggnad)                       | 1769             |          | Alingsås       | 57.93030, 12.53230   |                | Ladda upp en till bild av denna byggnad |
| Alströmerska magasinet (Lejonet 1)                                                   | Manufaktur (1 byggnad)                   | 1731             |          | Alingsås       | 57.92856, 12.53266   |                | Ladda upp en till bild av denna byggnad |
| Brunos garvaregård (Korpen 2)                                                        | Borgargård, hantverkargård (2 byggnader) | 1700-talet       |          | Alingsås       | 57.93123, 12.53466   |                | Ladda upp en till bild av denna byggnad |
| Hedénska gården (Kronan 1 och 14)                                                    | Borgargård, handelsgård (2 byggnader)    | 1800-talet       |          | Alingsås       | 57.93001, 12.53366   |                | Ladda upp en till bild av denna byggnad |
| Hüttlingska gården (Cederberg 1)                                                     | Borgargård (1 byggnad)                   | 1800-talet       |          | Alingsås       | 57.92886, 12.53115   |                | Ladda upp en till bild av denna byggnad |
| Karlborgska gården (Hästskon 1)                                                      | Borgargård, hantverkargård (4 byggnader) | 1800-talet       |          | Alingsås       | 57.93106, 12.53763   |                | Ladda upp en till bild av denna byggnad |
| Lenanderska gården (Gustaf 3; f.d. Gustaf 2)                                         | Borgargård (1 byggnad)                   | 1800-talet       |          | Alingsås       | 57.93051, 12.53343   |                | Ladda upp en till bild av denna byggnad |
| Nygrenska gården (Pärlan 4 och 9)                                                    | Borgargård, handelsgård (4 byggnader)    | 1760-1770-talet  |          | Alingsås       | 57.93053, 12.53613   |                | Ladda upp en till bild av denna byggnad |
| Sandquistska gården (Hill 3)                                                         | Borgargård, handelsgård (5 byggnader)    | 1830 (cirka)     |          | Alingsås       | 57.92868, 12.53044   |                | Ladda upp en till bild av denna byggnad |
| Stampens kvarn (Kristineholm 1:4, Tuvebo 1:6)                                        | Hantverk och manufaktur - Kvarn          | 1700-talets mitt |          | Alingsås       | 57.926874, 12.539605 |                | Ladda upp en till bild av denna byggnad |
| Del av Anten–Gräfsnäs Järnväg (Humlebo 1:15, Arlid 1:14, Kvarnabo 4:1, Kvarnabo 4:2) | Järnvägsanläggning (10 byggnader)        | 1900             |          | Anten–Gräfsnäs | 58.04118, 12.46988   |                | Ladda upp en till bild av denna byggnad |

## Bengtsfors kommun
| Namn                                            | Ursprunglig funktion                                    | Byggår        | Arkitekt | Plats   | Läge               | Anläggnings-ID | Bild                                    |
| ----------------------------------------------- | ------------------------------------------------------- | ------------- | -------- | ------- | ------------------ | -------------- | --------------------------------------- |
| Alltorps tingshus och häradshäkte (Alltorp 1:9) | Tingshus, arrest och häkte, gästgivargård (4 byggnader) | sent 1700-tal |          | Alltorp | 58.85364, 12.17115 |                | Ladda upp en till bild av denna byggnad |

## Bollebygds kommun
| Namn                             | Ursprunglig funktion        | Byggår    | Arkitekt        | Plats     | Läge               | Anläggnings-ID | Bild                                    |
| -------------------------------- | --------------------------- | --------- | --------------- | --------- | ------------------ | -------------- | --------------------------------------- |
| Hultafors station (Fjälla 1:123) | Järnvägsstation (1 byggnad) | 1907–1909 | Yngve Rasmussen | Hultafors | 57.69577, 12.73626 |                | Ladda upp en till bild av denna byggnad |

## Borås kommun
| Namn                                                     | Ursprunglig funktion              | Byggår | Arkitekt                | Plats   | Läge               | Anläggnings-ID | Bild                                    |
| -------------------------------------------------------- | --------------------------------- | ------ | ----------------------- | ------- | ------------------ | -------------- | --------------------------------------- |
| Biografen Röda Kvarn (Triton 2)                          | Biograf (1 byggnad)               | 1914   | Lars Kellman            | Borås   | 57.71971, 12.93501 |                | Ladda upp en till bild av denna byggnad |
| Borås centralstation (Järnvägen 1:2)                     | Järnvägsstation (1 byggnad)       | 1894   | Adrian Crispin Peterson | Borås   | 57.72069, 12.93227 |                | Ladda upp en till bild av denna byggnad |
| Seglora gamla prästgård (Seglora 1:13; f.d. Seglora 1:1) | Boställe, prästgård (4 byggnader) | 1793   |                         | Seglora | 57.57909, 12.72640 |                | Ladda upp en till bild av denna byggnad |

## Dals-Eds kommun
| Namn                          | Ursprunglig funktion   | Byggår           | Arkitekt | Plats | Läge               | Anläggnings-ID | Bild                                    |
| ----------------------------- | ---------------------- | ---------------- | -------- | ----- | ------------------ | -------------- | --------------------------------------- |
| Gäserudsstugan (Gäserud 1:17) | Bondgård (3 byggnader) | 1600-talets slut |          | Håbol | 58.93783, 12.02616 |                | Ladda upp en till bild av denna byggnad |

## Essunga kommun
| Namn                                       | Ursprunglig funktion   | Byggår | Arkitekt | Plats      | Läge               | Anläggnings-ID | Bild                                    |
| ------------------------------------------ | ---------------------- | ------ | -------- | ---------- | ------------------ | -------------- | --------------------------------------- |
| Anestad Västergården (Annestad 2:19, 3:21) | Bondgård (8 byggnader) | 1889   |          | Främmestad | 58.27049, 12.71198 |                | Ladda upp en till bild av denna byggnad |

## Falköpings kommun
| Namn | Ursprunglig funktion          | Byggår  | Arkitekt                     | Plats     | Läge                 | Anläggnings-ID | Bild                                    |
| --- | ----------------------------- | ------- | ---------------------------- | --------- | -------------------- | -------------- | --------------------------------------- |
| Falköpings centralstation (Ranten 1:12, f.d. Ranten 1:1)                                                                             | Järnvägsstation (3 byggnader) | 1934    | Birger Jonson                | Falköping | 58.17563, 13.55260   |                | Ladda upp en till bild av denna byggnad |
| Mössebergs kurort (Mösseberg 47:10, 48:4, 49:10, 49:21-27, 49:49-50 m fl f.d. stg 684, 1501, 1504-1506, 1520 ,1530-1532, 1534, 1545) | Kuranstalt (32 byggnader)     | 1865    | Gustaf Sjöberg, Jacob Aspman | Falköping | 58.18250, 13.54597   |                | Ladda upp en till bild av denna byggnad |
| Ryttarens torvströfabrik ( Guddarp 1:27, Yllestad 8:4, Yllestad 8:15)                                                                | Torvbrytning (1 byggnad)      | 1905–06 |                              | Yllestad  | 58.020556, 13.736667 |                | Ladda upp en till bild av denna byggnad |

## Färgelanda kommun
| Namn                                    | Ursprunglig funktion | Byggår | Arkitekt | Plats   | Läge                | Anläggnings-ID | Bild                                    |
| --------------------------------------- | -------------------- | ------ | -------- | ------- | ------------------- | -------------- | --------------------------------------- |
| Fornsalen i Ödeborg (Brattefors 1:10)   | Museum (1 byggnad)   | 1913   |          | Ödeborg | 58.54487, 11.98000  |                | Ladda upp en till bild av denna byggnad |
| Vinnsäter hembygdsgård (Vinnsäter 1:33) | Bondgård             | 1851   |          | Järbo   | 58.731246, 12.14727 |                | Ladda upp en till bild av denna byggnad |

## Grästorps kommun
| Namn                           | Ursprunglig funktion  | Byggår                 | Arkitekt | Plats   | Läge               | Anläggnings-ID | Bild                                    |
| ------------------------------ | --------------------- | ---------------------- | -------- | ------- | ------------------ | -------------- | --------------------------------------- |
| Hedåkers säteri (Hedåker 1:14) | Säteri (16 byggnader) | 1600- eller 1700-talet |          | Hyringa | 58.29966, 12.72799 |                | Ladda upp en till bild av denna byggnad |

## Gullspångs kommun
| Namn                               | Ursprunglig funktion             | Byggår | Arkitekt | Plats | Läge               | Anläggnings-ID | Bild                                    |
| ---------------------------------- | -------------------------------- | ------ | -------- | ----- | ------------------ | -------------- | --------------------------------------- |
| Hova prästgård (Hova Prästbol 3:2) | Boställe,Prästgård (4 byggnader) | 1791   |          | Hova  | 58.85921, 14.21518 |                | Ladda upp en till bild av denna byggnad |

## Göteborgs kommun
| Namn                                                                     | Ursprunglig funktion                                                         | Byggår                                                      | Arkitekt | Plats                                                       | Läge                 | Anläggnings-ID | Bild                                    |
| ------------------------------------------------------------------------ | ---------------------------------------------------------------------------- | ----------------------------------------------------------- | --- | ----------------------------------------------------------- | -------------------- | -------------- | --------------------------------------- |
| Aftonstjärnan (Lindholmen 735:345)                                       | Föreningshus (2 byggnader)                                                   | 1903                                                        | | Lindholmen                                                  | 57.70697, 11.93283   |                | Ladda upp en till bild av denna byggnad |
| Ahlbergska huset (Inom Vallgraven 64:29 f.d. Bergväggen 5)               | Borgargård (1 byggnad)                                                       | 1784                                                        | Carl Wilhelm Carlberg                                                                                              | Inom Vallgraven                                             | 57.70523, 11.95949   |                | Ladda upp en till bild av denna byggnad |
| Bergslagsbanans station (Gullbergsvass 703:61 f.d. Gullbergsvass 703:56) | Järnvägsstation (1 byggnad)                                                  | 1879-81                                                     | Axel Kumlien | Gullbergsvass                                               | 57.71248, 11.97393   |                | Ladda upp en till bild av denna byggnad |
| Biografen Flamman - numera Finska Pingstförsamlingen (Gårda 68:1)        | Biograf (1 byggnad)                                                          | 1935                                                        | Sten Branzell | Gårda (Redbergsvägen 19)                                    | 57.71464, 12.00165   |                | Ladda upp en till bild av denna byggnad |
| Broströmska stiftelsen (Kungsladugård 46:1)                              | Bostadshus (1 byggnad)                                                       | 1924                                                        | Andrew Persson | Kungsladugård (Kungsladugårdsgatan 17-27)                   | 57.683917, 11.925631 |                | Ladda upp en till bild av denna byggnad |
| Bäckebols gård (Backa 766:594 f.d. stg 13817                             | Herrgård, Bruksherrgård (1 byggnad)                                          | 1764                                                        | Anders Funkquist, renovering 1943                                                                                  | Backa                                                       | 57.76031, 11.98410   |                | Ladda upp en till bild av denna byggnad |
| Börshuset (Nordstaden 16:2 f.d. Högvakten 4)                             | Börshus (1 byggnad)                                                          | 1849                                                        | Pehr Johan Ekman                                                                                                   | Nordstaden                                                  | 57.70760, 11.96627   |                | Ladda upp en till bild av denna byggnad |
| Centralposthuset (Stampen 1:1)                                           | Posthus och poststation (1 byggnad)                                          | 1924                                                        | Ernst Torulf | Stampen                                                     | 57.70808, 11.97502   |                | Ladda upp en till bild av denna byggnad |
| Chalmerska huset (Inom Vallgraven 16:14 f.d. Kommerserådet 14)           | Bostadshus (1 byggnad)                                                       | 1805-1807                                                   | Carl Wilhelm Carlberg                                                                                              | Inom Vallgraven                                             | 57.70554, 11.96373   |                | Ladda upp en till bild av denna byggnad |
| Dicksonska folkbiblioteket (Haga 4:1)                                    | Bibliotek (1 byggnad)                                                        | 1861                                                        | Hans Hedlund | Haga                                                        | 57.69952, 11.95720   |                | Ladda upp en till bild av denna byggnad |
| Dicksonska palatset (Heden 16:12 f.d. Diamanten 1)                       | Bostadshus, Palats och stadsvilla (1 byggnad)                                | 1862                                                        | William Allen Boulnois                                                                                             | Heden                                                       | 57.70287, 11.97412   |                | Ladda upp en till bild av denna byggnad |
| Domkyrkobrunnen (Inom Vallgraven 65:1 f.d. Domkyrkan 1)                  | Vattenbrunn (1 byggnad)                                                      | 1786                                                        | | Inom Vallgraven                                             | 57.70436, 11.96397   |                | Ladda upp en till bild av denna byggnad |
| Engelska kyrkan (Inom Vallgraven 30:2 f.d. Engelska kyrkan 2)            | Kyrka (1 byggnad)                                                            | 1855–1857                                                   | Adolf W. Edelsvärd                                                                                                 | Inom Vallgraven                                             | 57.70209, 11.96179   |                | Ladda upp en till bild av denna byggnad |
| Eriksbergs bockkran (Sannegården)                                        | Bockkran - Varv (1 byggnad)                                                  | 1969                                                        | Pohlig-Heckel-Bleichert                                                                                            | Sannegården                                                 | 57.415062, 11.543328 |                | Ladda upp en till bild av denna byggnad |
| Feskekörka (Inom Vallgraven)                                             | Fiskhall (1 byggnad)                                                         | 1874                                                        | Victor von Gegerfelt                                                                                               | Inom Vallgraven                                             | 57.70097, 11.95778   |                | Ladda upp en till bild av denna byggnad |
| Frimurarlogen (Inom Vallgraven 15:4 f.d. Frimuraren 4)                   | Ordenshus (1 byggnad)                                                        | 1807                                                        | | Inom Vallgraven                                             | 57.70595, 11.96709   |                | Ladda upp en till bild av denna byggnad |
| Gamla fattighuset (Stampen 11:14 f.d. Stångebro)                         | Församlingshem, tidigare Fattighus (2 byggnader)                             | 1726                                                        | Bengt Wilhelm Carlberg                                                                                             | Stampen                                                     | 57.70793, 11.98695   |                | Ladda upp en till bild av denna byggnad |
| Gathenhielmska huset (Majorna 722:105 f.d. Majorna 301:1)                | Borgargård (1 byggnad)                                                       | 1740-talet                                                  | | Majorna                                                     | 57.69857, 11.93412   |                | Ladda upp en till bild av denna byggnad |
| Gegerfeltska villan (Inom Vallgraven 30:3 f.d. Engelska kyrkan 3)        | Bostadshus, Palats och stadsvilla (1 byggnad)                                | 1875                                                        | Victor von Gegerfelt                                                                                               | Inom Vallgraven                                             | 57.70183, 11.96200   |                | Ladda upp en till bild av denna byggnad |
| Gullbergsbrohemmet (Stampen 20:2)                                        | Tukt- och spinnhus, fängelse, mödrahem, föreningsverksamhet (2 byggnader)    | 1741-42                                                     | Bengt Wilhelm Carlberg                                                                                             | Stampen (Svingeln)                                          | 57.71316, 11.99221   |                | Ladda upp en till bild av denna byggnad |
| Göteborgs centralstation (Gullbergsvass 17:3 f.d. 703:6)                 | Järnvägsstation (1 byggnad)                                                  | 1858                                                        | Adolf W. Edelsvärd                                                                                                 | Gullbergsvass                                               | 57.70871, 11.97322   |                | Ladda upp en till bild av denna byggnad |
| Göteborgs kanotförening (Älvsborg 855:405)                               | Föreningshus (2 byggnader)                                                   | 1922                                                        | Andrew Person | Saltholmen                                                  | 57.66082, 11.84732   |                | Ladda upp en till bild av denna byggnad |
| Göteborgs konstmuseum (Lorensberg 9:3 och delar av Götaplatsen)          | Konstmuseum                                                                  | 1919–23 (huvudbyggnad), 1966–68 (tillbyggnad), 1996 (entré) | Arvid Bjerke, Ragnar Ossian Swensson, Ernst Torulf och Sigfrid Ericson (1919), Rune Falk (White arkitekter) (1966) | Lorensberg                                                  | 57.696389, 11.980611 |                | Ladda upp en till bild av denna byggnad |
| Göteborgs remfabrik (Gårda 23:14 f.d. Bleket 5, 7, 8                     | Väveri (3 byggnader)                                                         | 1900                                                        | | Gårda                                                       | 57.70292, 11.99176   |                | Ladda upp en till bild av denna byggnad |
| Göteborgs rådhus/stadshus (Nordstaden 11:7 Rådhuset 7)                   | Stadshus (2 byggnader)                                                       | 1670-72, 1814-17, 1935-37                                   | Nicodemus Tessin den äldre, Jonas Hagberg, Gunnar Asplund                                                          | Nordstaden                                                  | 57.70695, 11.96601   |                | Ladda upp en till bild av denna byggnad |
| Göteborgs stadshus (Nordstaden 16:2 .d. Högvakten 3)                     | Stadshus (1 byggnad)                                                         | 1750-talet                                                  | Bengt Wilhelm Carlberg                                                                                             | Nordstaden                                                  | 57.70760, 11.96627   |                | Ladda upp en till bild av denna byggnad |
| Göteborgs synagoga (Inom Vallgraven 3:7)                                 | Synagoga (1 byggnad)                                                         | 1855                                                        | August Krüger | Inom Vallgraven                                             | 57.70562, 11.97226   |                | Ladda upp en till bild av denna byggnad |
| Göteborgs universitet (Lorensberg 60:1 f.d. 706:12-13)                   | Skola, Universitet (1 byggnad)                                               | 1907                                                        | Erik Hahr och Ernst Torulf                                                                                         | Lorensberg                                                  | 57.69857, 11.97148   |                | Ladda upp en till bild av denna byggnad |
| Hagabadet (Haga 3:1)                                                     | Badhus (1 byggnad)                                                           | 1870-talet                                                  | Axel Kumlien | Haga                                                        | 57.69946, 11.95624   |                | Ladda upp en till bild av denna byggnad |
| Heymanska villan (Vasastaden 9:9)                                        | Bostadshus, Palats och stadsvilla (1 byggnad)                                | 1875                                                        | Adrian C. Peterson                                                                                                 | Vasastaden                                                  | 57.69820, 11.96520   |                | Ladda upp en till bild av denna byggnad |
| Härlanda fängelse (Kålltorp 4:16-17 f.d. 4:15)                           | Kriminalvårdsanstalt (10 byggnader)                                          | 1907                                                        | Gustaf Lindgren | Kålltorp                                                    | 57.71694, 12.01616   |                | Ladda upp en till bild av denna byggnad |
| Hästskosömsfabriken (Gårda 23:12-13 f.d. 23:10, Bleket 10)               | Verkstad (2 byggnader)                                                       | 1890 (cirka)                                                | | Gårda                                                       | 57.70334, 11.99162   |                | Ladda upp en till bild av denna byggnad |
| Kallebäcks källa - även Gustavs källa (Kallebäck 752:50, f.d. stg 12957) | Vattenbrunn (1 byggnad)                                                      | 1787                                                        | | Kallebäck                                                   | 57.68205, 12.01901   |                | Ladda upp en till bild av denna byggnad |
| Kronhuset (Nordstaden 19:1, 19:3, 38:1 och 703:32)                       | Kronomagasin (6 byggnader)                                                   | 1655                                                        | Simon de la Vallée                                                                                                 | Nordstaden                                                  | 57.70778, 11.96291   |                | Ladda upp en till bild av denna byggnad |
| Kvarteret Bajonetten (Haga 29:1, 29:9)                                   | Bostadshus, Flerbostadshusområde med lokaler (4 byggnader)                   | 1888, 1860                                                  | | Haga                                                        | 57.699611, 11.959797 |                | Ladda upp en till bild av denna byggnad |
| Kvarteret Fanjunkaren (Haga 8:3)                                         | Bostadshus, Flerbostadshusområde med lokaler (2 byggnader)                   | 1849                                                        | | Haga                                                        | 57.69919, 11.95391   |                | Ladda upp en till bild av denna byggnad |
| Kvarteret Furan (Vasastaden 12:8)                                        | Bostadshus, Flerbostadshus (1 byggnad)                                       | 1893                                                        | | Vasastaden                                                  | 57.69671, 11.96563   |                | Ladda upp en till bild av denna byggnad |
| Kvarteret Furiren (Haga 12:6, 12:11)                                     | Bostadshus - Flerbostadshus                                                  | 1895                                                        | | Haga                                                        | 57.6985, 11.954833   |                | Ladda upp en till bild av denna byggnad |
| Kvarteret Fänriken (Haga 7:1)                                            | Bostadshus,Bostadshus med lokal (5 byggnader)                                | 1860                                                        | | Haga                                                        | 57.69902, 11.95486   |                | Ladda upp en till bild av denna byggnad |
| Kvarteret Granen (Vasastaden 15:17)                                      | Bostadshus (2 byggnader)                                                     | 1892                                                        | | Vasastaden                                                  | 57.69692, 11.96733   |                | Ladda upp en till bild av denna byggnad |
| Kvarteret Grenadieren (Haga 20:20)                                       | Bostadshus, Flerbostadshus (6 byggnader)                                     | 1860-talet                                                  | | Haga                                                        | 57.69630, 11.95801   |                | Ladda upp en till bild av denna byggnad |
| Kvarteret Korpralen (Haga 13:15)                                         | Bostadshus, Bostadshus med lokal (6 byggnader)                               | 1880-talet                                                  | | Haga                                                        | 57.69838, 11.95548   |                | Ladda upp en till bild av denna byggnad |
| Kvarteret Landsknekten (Haga 25:18)                                      | Bostadshus, Bostadshus med lokal (3 byggnader)                               | 1859                                                        | | Haga                                                        | 57.69829, 11.95778   |                | Ladda upp en till bild av denna byggnad |
| Kvarteret Löjtnanten (Haga 6:1)                                          | Bostadshus, Flerbostadshus (1 byggnad)                                       | 1904                                                        | | Haga                                                        | 57.69889, 11.95595   |                | Ladda upp en till bild av denna byggnad |
| Kvarteret Majoren (Haga 4:2)                                             | Bostadshus, Flerbostadshus (1 byggnad)                                       | 1899                                                        | | Haga                                                        | 57.69920, 11.95708   |                | Ladda upp en till bild av denna byggnad |
| Kvarteret Päronet (Annedal 2:5)                                          | Bostadshus, Flerbostadshus (1 byggnad)                                       | 1902                                                        | Louis Enders | Annedal                                                     | 57.69470, 11.96205   |                | Ladda upp en till bild av denna byggnad |
| Kvarteret Rydboholm (Lorensberg 40:1, 40:2)                              | Bostadshus, Flerbostadshusområde (2 byggnader)                               | 1897                                                        | | Lorensberg                                                  | 57.70044, 11.96949   |                | Ladda upp en till bild av denna byggnad |
| Kvarteret Sidenvävaren (Inom Vallgraven 35:16, 35:17)                    | Bostadshus, Flerbostadshusområde med lokaler (4 byggnader)                   | 1867                                                        | J. Dähn | Inom Vallgraven                                             | 57.70337, 11.96232   |                | Ladda upp en till bild av denna byggnad |
| Kvarteret Skogen (Stigberget 33:2)                                       | Bostadshus, Flerbostadshus (4 byggnader)                                     | 1883 och 1905                                               | | Stigberget (Repslageregatan 1, Storebackegatan 10-12)       | 57.69634, 11.93818   |                | Ladda upp en till bild av denna byggnad |
| Kvarteret Skutan (Masthugget 8:12)                                       | Bostadshus (4 byggnader)                                                     | 1882 1886–88                                                | Victor Adler, Hjalmar Cornilsen                                                                                    | Masthugget (Linnégatan 1 och Linnégatan 3)                  | 57.69914, 11.95156   |                | Ladda upp en till bild av denna byggnad |
| Kvarteret Vaktposten (Kommendantsängen 3:8)                              | Bostadshus, Flerbostadshusområde (1 byggnad)                                 | 1899–1901                                                   | Hans Hedlund | Kommendantsängen (Majorsgatan 5 A-B, Sveagatan 10)          | 57.69420, 11.95423   |                | Ladda upp en till bild av denna byggnad |
| Kvarteret Örup (Lorensberg 53:1, 53:3-4, 53:6)                           | Bostadshus, Bostadshus med lokal (4 byggnader)                               | 1882–83                                                     | Adrian C. Peterson                                                                                                 | Lorensberg (Kungsportsavenyen 16-22, Kristinelundsgatan 12) | 57.70039, 11.97574   |                | Ladda upp en till bild av denna byggnad |
| Kvibergs kaserner (Kviberg 741:27 f.d. stg 8661D)                        | Kasernetablissemang (15 byggnader)                                           | 1895                                                        | Erik Josephson | Kviberg                                                     | 57.73634, 12.03157   |                | Ladda upp en till bild av denna byggnad |
| Landsstatshuset i Göteborg (Inom Vallgraven 53:1)                        | Länsstyrelse och landstathus (1 byggnad)                                     | 1923                                                        | Sigge Cronstedt | Inom Vallgraven                                             | 57.70573, 11.95991   |                | Ladda upp en till bild av denna byggnad |
| Lilla Torget 3 (Kvarteret Alströmer 7, Inom Vallgraven 54:10)            | Bostadshus, Bostadshus med lokal (1 byggnad)                                 | 1811                                                        | Michael Bälkow | Inom Vallgraven                                             | 57.70525, 11.96175   |                | Ladda upp en till bild av denna byggnad |
| Lilla Torget 4 (Kvarteret Alströmer 9, Inom Vallgraven 54:9)             | Bostadshus, Flerbostadshus (1 byggnad)                                       | 1811                                                        | Michael Bälkow | Inom Vallgraven                                             | 57.705100, 11.963199 |                | Ladda upp en till bild av denna byggnad |
| Lorensbergsteatern (Lorensberg 29:2)                                     | Teater (1 byggnad)                                                           | 1916                                                        | Karl Magnus Bengtson och C. Roeder                                                                                 | Lorensberg                                                  | 57.41534, 11.58482   |                | Ladda upp en till bild av denna byggnad |
| Lorensbergs villastad (Lorensberg 11:2, 4 och 13:1-2)                    | Bostadshus, palats och stadsvilla (4 byggnader)                              | 1916                                                        | Arvid Bjerke, Björner Hedlund, Ragnar Ossian Swensson, Eugen Thorburn, Ernst Torulf m.fl.                          | Lorensberg                                                  | 57.69583, 11.98087   |                | Ladda upp en till bild av denna byggnad |
| Länsresidenset (Inom Vallgraven 53:16 f.d. Residenset K:1)               | Residens (1 byggnad)                                                         | 1648–1650                                                   | C.W. Carlberg, C. G. Blom-Carlsson, V. v. Gegerfelt                                                                | Inom Vallgraven                                             | 57.70573, 11.95991   |                | Ladda upp en till bild av denna byggnad |
| Lärjeholms gård (Hjällbo 55:1 f.d. 60:1)                                 | Herrgård (2 byggnader)                                                       | 1804                                                        | | Hjällbo                                                     | 57.76162, 12.00681   |                | Ladda upp en till bild av denna byggnad |
| Malmska huset (Nordstaden 13:7)                                          | Kontor, tidigare bostadshus med lokal (1 byggnad)                            | 1883                                                        | Adrian C. Peterson                                                                                                 | Nordstaden                                                  | 57.70658, 11.96136   |                | Ladda upp en till bild av denna byggnad |
| Mosaiska kapellet och begravningsplatsen (Gullbergsvass 703:18)          | Kapell med begravningsplats (1 byggnad)                                      | 1793, 1814, 1864                                            | Philip Jacob Rapp                                                                                                  | Gullbergsvass                                               | 57.71247, 11.98958   |                | Ladda upp en till bild av denna byggnad |
| Nobis, Nya Varvet (Nya Varvet 726:9 fd 726:7, stg 12319, 12320           | Värdshus, Officersmäss, Kriminalvårdsanstalt (1 byggnad)                     | 1711                                                        | | Nya Varvet                                                  | 57.68307, 11.89070   |                | Ladda upp en till bild av denna byggnad |
| Nya Elementarläroverket för flickor (Vasastaden 14:1)                    | Skola, Läroverk (1 byggnad)                                                  | 1889                                                        | Adrian C. Peterson                                                                                                 | Vasastaden                                                  | 57.69633, 11.96748   |                | Ladda upp en till bild av denna byggnad |
| Nya Varvet (Nya Varvet 726:43 f.d. 726:7)                                | Örlogsbas (2 byggnader)                                                      | 1754                                                        | | Nya Varvet                                                  | 57.68583, 11.88453   |                | Ladda upp en till bild av denna byggnad |
| Nya Älvsborg (Älvsborg 855:752 f.d. stg 7518)                            | Fästning (6 byggnader)                                                       | 1701                                                        | | Älvsborg                                                    | 57.68549, 11.83828   |                | Ladda upp en till bild av denna byggnad |
| Olsonska gården (Majorna 720:216 f.d. 720:214-216)                       | Borgargård (1 byggnad)                                                       | 1700-talet                                                  | | Majorna                                                     | 57.69543, 11.92384   |                | Ladda upp en till bild av denna byggnad |
| Ostindiska huset (Nordstaden 12:1 f.d. Ostindska kompaniet 1)            | Handelshus och handelskompani, Museum (1 byggnad)                            | 1762                                                        | Bengt Wilhelm Carlberg, Carl Hårleman, Hans Hedlund                                                                | Nordstaden                                                  | 57.70656, 11.96332   |                | Ladda upp en till bild av denna byggnad |
| Palmhuset (Heden 705:11, f.d. stg 8520)                                  | Växthus, se även: Trädgårdsföreningen, Göteborg                              | 1878                                                        | Alexander Shanks & Son                                                                                             | Heden (Trädgårdsföreningens park)                           | 57.70626, 11.97556   |                | Ladda upp en till bild av denna byggnad |
| Sahlgrenska huset (Nordstaden 11:1 Rådhuset 1)                           | Handelshus och handelskompani, Bostadshus, Palats och stadsvilla (1 byggnad) | 1753                                                        | Bengt Wilhelm Carlberg                                                                                             | Nordstaden                                                  | 57.70669, 11.96416   |                | Ladda upp en till bild av denna byggnad |
| Saluhallen, Göteborg (Inom Vallgraven 72:1)                              | Saluhall (1 byggnad)                                                         | 1888-1889                                                   | Hans Hedlund | Inom Vallgraven                                             | 57.70355, 11.96791   |                | Ladda upp en till bild av denna byggnad |
| Sjömannasällskapets hus (Olivedal 32:7 f.d. Lustgården 7)                | Bostadshus, Flerbostadshus (2 byggnader)                                     | 1901 och 1903                                               | Rudolf Steen | Olivedal                                                    | 57.69510, 11.94330   |                | Ladda upp en till bild av denna byggnad |
| Skansen Kronan (Haga 715:2 f.d. stg 8347, 8356)                          | Skans (1 byggnad)                                                            | 1700                                                        | | Haga                                                        | 57.69605, 11.95539   |                | Ladda upp en till bild av denna byggnad |
| Skansen Lejonet (Gullbergsvass 703:4 f.d. stg 8543, 12351)               | Skans (1 byggnad)                                                            | 1689                                                        | | Gullbergsvass                                               | 57.71430, 11.98944   |                | Ladda upp en till bild av denna byggnad |
| Skändla sörgård (Tuve 3:19 och del av Tuve 42:4)                         | Bondgård (4 byggnader)                                                       | 1820-talet                                                  | | Tuve                                                        | 57.77729, 11.93257   |                | Ladda upp en till bild av denna byggnad |
| Stora Katrinelund (Heden 38:1 f.d. 705:8 stg 8517)                       | Landeri (4 byggnader)                                                        | 1600-talet                                                  | | Heden                                                       | 57.70387, 11.98807   |                | Ladda upp en till bild av denna byggnad |
| Stora Känsö (Känsö 1:1)                                                  | Karantänsanstalt (10 byggnader)                                              | 1818                                                        | Jacob Forsell | Känsö                                                       | 57.62888, 11.75453   |                | Ladda upp en till bild av denna byggnad |
| Stora Teatern, Göteborg (Lorensberg 38:3 f.d. Stora Teatern 2)           | Teater (1 byggnad)                                                           | 1859                                                        | Bror Malmberg | Lorensberg                                                  | 57.70255, 11.97067   |                | Ladda upp en till bild av denna byggnad |
| Taubehuset (Majorna 222:2)                                               | Bostadshus, Bostadshus med lokal, Kontorshus (1 byggnad)                     | 1796                                                        | | Majorna                                                     | 57.69504, 11.91738   |                | Ladda upp en till bild av denna byggnad |
| Televerkets hus (Inom Vallgraven 36:4 f.d. Telegrafen 2)                 | Telegrafstation och televerk (1 byggnad)                                     | 1909-1912                                                   | Hans Hedlund | Inom Vallgraven                                             | 57.70298, 11.96077   |                | Ladda upp en till bild av denna byggnad |
| Tomtehuset (Vasastaden 12:17 f.d. Furan 17)                              | Bostadshus (1 byggnad)                                                       | 1890                                                        | Hans Hedlund | Vasastaden                                                  | 57.69773, 11.96539   |                | Ladda upp en till bild av denna byggnad |
| Torpet Klara (Biskopsgården 830:902)                                     | Torp, Dagsverkstorp (5 byggnader)                                            | 1880-talet (flyttades till platsen, byggår okänt)           | | Biskopsgården                                               | 57.73435, 11.90331   |                | Ladda upp en till bild av denna byggnad |
| Trädgårdsföreningen, Göteborg (Heden 705:11, f.d. stg 8520)              | Park (10 byggnader), se även: Palmhuset                                      | 1842                                                        | | Heden                                                       | 57.70626, 11.97556   |                | Ladda upp en till bild av denna byggnad |
| Villa Dalfrid (Skintebo 432:1 f.d. Skintebo Stora 2:25)                  | Bostadshus (1 byggnad)                                                       | 1906                                                        | Gustav Elliot | Skintebo                                                    | 57.59249, 11.92819   |                | Ladda upp en till bild av denna byggnad |
| Villa Soltorpet (Bö 10:13 f.d. Draken 13)                                | Bostadshus (3 byggnader)                                                     | 1903                                                        | Georg Nordström | Bö                                                          | 57.70270, 12.00817   |                | Ladda upp en till bild av denna byggnad |
| Vinga fyrplats (Vinga 1:1)                                               | Fyrplats (2 byggnader)                                                       | 1890                                                        | | Vinga                                                       | 57.63199, 11.60123   |                | Ladda upp en till bild av denna byggnad |
| Wenngrenska huset (Nordstaden 16:2)                                      | Borgargård (1 byggnad)                                                       | 1760                                                        | Bengt Wilhelm Carlberg                                                                                             | Nordstaden                                                  | 57.70760, 11.96627   |                | Ladda upp en till bild av denna byggnad |
| Wernerska villan (Lorensberg 42:1 f.d. Fågelvik 42)                      | Bostadshus (1 byggnad)                                                       | 1889                                                        | Adrian Peterson | Lorensberg                                                  | 57.70127, 11.97153   |                | Ladda upp en till bild av denna byggnad |
| Åkermanska huset (Inom Vallgraven 15:1)                                  | Bostadshus (4 byggnader)                                                     | 1809                                                        | Michael Bälkow | Inom Vallgraven                                             | 57.70578, 11.96598   |                | Ladda upp en till bild av denna byggnad |
| Älvsborgs fästning (Älvsborg 855:800)                                    | Skans (6 byggnader)                                                          | 1899-1904                                                   | − | Älvsborg                                                    | 57.674722, 11.852222 |                | Ladda upp en till bild av denna byggnad |

## Götene kommun
| Namn                                                            | Ursprunglig funktion                    | Byggår  | Arkitekt | Plats      | Läge               | Anläggnings-ID | Bild                                    |
| --------------------------------------------------------------- | --------------------------------------- | ------- | -------- | ---------- | ------------------ | -------------- | --------------------------------------- |
| Hönsäters herrgård (Hönsäter 7:25 f.d. Hönsäter 7:1)            | Herrgård (6 byggnader)                  | 1667    |          | Hällekis   | 58.62551, 13.42581 |                | Ladda upp en till bild av denna byggnad |
| Jaquette du Rietz' stiftelse (Brunnsborg 7:2 f.d. Mariedal 1:4) | Sjukhus (2 byggnader)                   | 1817    |          | Lundsbrunn | 58.47746, 13.44773 |                | Ladda upp en till bild av denna byggnad |
| Kollängens gamla tingshus (Kollängen 1:9)                       | Tingshus,Gästgivargård (1 byggnad)      | 1785–87 |          | Husaby     | 58.50740, 13.36580 |                | Ladda upp en till bild av denna byggnad |
| Lilla Bjurum (Bjurum 8:5 f.d. Bjurum lilla 1:1, 2:2)            | Boställe,Officersboställe (2 byggnader) | 1738    |          | Vättlösa   | 58.49347, 13.58747 |                | Ladda upp en till bild av denna byggnad |
| Råbäcks mekaniska stenhuggeri (Råbäck 1:3)                      | Stenhuggeri (1 byggnad)                 | 1888    |          | Medelplana | 58.60633, 13.34713 |                | Ladda upp en till bild av denna byggnad |

## Herrljunga kommun
| Namn                                | Ursprunglig funktion          | Byggår | Arkitekt                                              | Plats    | Läge               | Anläggnings-ID | Bild                                    |
| ----------------------------------- | ----------------------------- | ------ | ----------------------------------------------------- | -------- | ------------------ | -------------- | --------------------------------------- |
| Fåglaviks stationshus (Hudene 36:1) | Järnvägsstation (4 byggnader) | 1858   | Adolf W. Edelsvärd, SJ:s arkitekskontor (stationstyp) | Fåglavik | 58.108333, 13.11   |                | Ladda upp en till bild av denna byggnad |
| Gäsene gamla tingshus (Ljung 16:3)  | Tingshus (1 byggnad)          | 1776   |                                                       | Ljung    | 57.98588, 13.05487 |                | Ladda upp en till bild av denna byggnad |

## Hjo kommun
| Namn                                     | Ursprunglig funktion                                     | Byggår | Arkitekt                | Plats | Läge                 | Anläggnings-ID | Bild                                    |
| ---------------------------------------- | -------------------------------------------------------- | ------ | ----------------------- | ----- | -------------------- | -------------- | --------------------------------------- |
| Hjo stadspark (Norr 3:59, 5:5, 5:6, 9:4) | Stadspark, tidigare kurort (4 fastigheter, 17 byggnader) | 1877–  | Johan Joseph Sternemann | Hjo   | 58.305278, 14.295556 |                | Ladda upp en till bild av denna byggnad |

Obs! Nytt byggnadsminne 2018-05-31: Hjo stadspark med ett antal byggnader. Se även: Hjo Vattenkuranstalt

## Härryda kommun
| Namn                            | Ursprunglig funktion   | Byggår | Arkitekt | Plats     | Läge                 | Anläggnings-ID | Bild                                    |
| ------------------------------- | ---------------------- | ------ | -------- | --------- | -------------------- | -------------- | --------------------------------------- |
| Hindås hoppbackar (Ingelse 3:1) | Idrottsanläggning      | 1936   |          | Hindås    | 57.704922, 12.474978 |                | Ladda upp en till bild av denna byggnad |
| Råda säteri (Råda 1:6)          | Herrgård (5 byggnader) | 1772   |          | Mölnlycke | 57.66024, 12.09012   |                | Ladda upp en till bild av denna byggnad |

## Karlsborgs kommun
| Namn                                                    | Ursprunglig funktion             | Byggår                  | Arkitekt                           | Plats     | Läge               | Anläggnings-ID | Bild                                    |
| ------------------------------------------------------- | -------------------------------- | ----------------------- | ---------------------------------- | --------- | ------------------ | -------------- | --------------------------------------- |
| Edets benstamp och kvarn (Sätra 5:1 och 5:18)           | Kvarn (6 byggnader)              | 1865                    |                                    | Undenäs   | 58.71703, 14.35864 |                | Ladda upp en till bild av denna byggnad |
| Forsviks bruk (Forsvik 5:25, 5:85, 5:109, 5:143, 5:209) | Bruk (21 byggnader)              | 1807 (äldsta byggnaden) |                                    | Forsvik   | 58.57923, 14.43570 |                | Ladda upp en till bild av denna byggnad |
| Karlsborgs fästning (Vanäs 1:9 f.d. 1:4)                | Befästning, Borg (108 byggnader) | 1831                    |                                    | Karlsborg | 58.53179, 14.52795 |                | Ladda upp en till bild av denna byggnad |
| Kungsvillan (Vanäs 1:5)                                 | Kungshus (5 byggnader)           | 1823                    | O. J. Södermark B. E. Franc-Sparre | Karlsborg | 58.53873, 14.53463 |                | Ladda upp en till bild av denna byggnad |
| Vanäs fyr (Vanäs 1:9 f.d. 1:4)                          | Fyrplats (1 byggnad)             | 1892                    |                                    | Karlsborg | 58.53823, 14.54000 |                | Ladda upp en till bild av denna byggnad |

## Kungälvs kommun
| Namn                                                         | Ursprunglig funktion                                   | Byggår             | Arkitekt | Plats         | Läge               | Anläggnings-ID | Bild                                    |
| ------------------------------------------------------------ | ------------------------------------------------------ | ------------------ | -------- | ------------- | ------------------ | -------------- | --------------------------------------- |
| Bohus fästning (Gamla staden 1:11 f.d. stg 168, 169)         | Befästning, Borg, Citadell (1 byggnad)                 | 1308               |          | Kungälv       | 57.86146, 11.99971 |                | Ladda upp en till bild av denna byggnad |
| Burås kvarn (Glöskär 1:8)                                    | Kvarn (1 byggnad)                                      | 1893               |          | Torsby socken | 57.82246, 11.75340 |                | Ladda upp en till bild av denna byggnad |
| Karlstens fästning (Marstrand 5:6 f.d. stg 3)                | Befästning, Borg, Citadell (5 byggnader)               | 1658               |          | Marstrand     | 57.88640, 11.57833 |                | Ladda upp en till bild av denna byggnad |
| Kastellegården (Kastellegården 1:1)                          | Kungsgård (12 byggnader)                               | 1862               |          | Kungälv       | 57.84935, 11.93867 |                | Ladda upp en till bild av denna byggnad |
| Kungälvs rådhus (Rådhuset 11)                                | Tullhus och tullstation, Rådhus, Bibliotek (1 byggnad) | 1767               |          | Kungälv       | 57.86478, 11.99448 |                | Ladda upp en till bild av denna byggnad |
| Lundholmska huset (Prästgården 13)                           | Borgargård (1 byggnad)                                 | 1600-talets slut   |          | Kungälv       | 57.86665, 11.99051 |                | Ladda upp en till bild av denna byggnad |
| Marstrands rådhus (Marstrand 25:18)                          | Rådhus (1 byggnad)                                     | 1647               |          | Marstrand     | 57.88734, 11.58195 |                | Ladda upp en till bild av denna byggnad |
| Marstrands societetshus (Marstrand 13:1 f.d. Havet 1)        | Societetshus (1 byggnad)                               | 1886               |          | Marstrand     | 57.88827, 11.57985 |                | Ladda upp en till bild av denna byggnad |
| Schwartzska huset (Prästgården 11)                           | Gästgivargård (2 byggnader)                            | 1632               |          | Kungälv       | 57.86647, 11.98976 |                | Ladda upp en till bild av denna byggnad |
| Strandska huset (Skarpe Nord 6 och 7)                        | Borgargård (1 byggnad)                                 | 1800-talets början |          | Kungälv       | 57.86574, 11.99433 |                | Ladda upp en till bild av denna byggnad |
| Södra strandverket, Marstrand (Marstrand 5:7)                | Befästning (1 byggnad)                                 | 1857               |          | Marstrand     | 57.88308, 11.58532 |                | Ladda upp en till bild av denna byggnad |
| Thorildska huset (Skarpe Nord 6)                             | Skola,Läroverk (1 byggnad)                             | 1796               |          | Kungälv       | 57.86577, 11.99390 |                | Ladda upp en till bild av denna byggnad |
| Tofta herrgård (Lycke-Tofta 1:7 f.d. Tofta 1:1)              | Herrgård (10 byggnader)                                | 1780               |          | Lycke         | 57.86527, 11.70862 |                | Ladda upp en till bild av denna byggnad |
| Ture Bonanders hus (Marstrand 55:4)                          | Bostadshus (1 byggnad)                                 | 1700-talet         |          | Marstrand     | 57.88562, 11.58269 |                | Ladda upp en till bild av denna byggnad |
| Uddmanska huset (Rådhuset 3)                                 | Bostadshus (1 byggnad)                                 | 1700-talets slut   |          | Kungälv       | 57.86598, 11.99244 |                | Ladda upp en till bild av denna byggnad |
| Zetterlöfska huset (Rådhuset 12)                             | Borgargård (2 byggnader)                               | 1700-talet         |          | Kungälv       | 57.86567, 11.99313 |                | Ladda upp en till bild av denna byggnad |
| Ärholmens gasstation (Marstrand 5:8, 5:35, 5:36, 5:37, 5:38) | Gasverk (8 byggnader)                                  | 1919               |          | Lycke         | 57.87378, 11.56642 |                | Ladda upp en till bild av denna byggnad |

## Lerums kommun
| Namn                                                                          | Ursprunglig funktion     | Byggår         | Arkitekt | Plats    | Läge               | Anläggnings-ID | Bild                                    |
| ----------------------------------------------------------------------------- | ------------------------ | -------------- | -------- | -------- | ------------------ | -------------- | --------------------------------------- |
| Hillefors grynkvarn (Hunstugan 1:109)                                         | Kvarn (3 byggnader)      | 1913 (kvarnen) |          | Lerum    | 57.79435, 12.31995 |                | Ladda upp en till bild av denna byggnad |
| Nääs slott (Näs 7:1)                                                          | Herrgård (20 byggnader)  | 1600-talet     |          | Näs      | 57.81573, 12.39425 |                | Ladda upp en till bild av denna byggnad |
| Tollereds övre kraftverk och tub (Tollered 1:82)                              | Kraftverk (3 byggnader)  | 1909           |          | Tollered | 57.81853, 12.41933 |                | Ladda upp en till bild av denna byggnad |
| Villa Kastenhof (Lerum 2:236 f.d. Skattegården 2:11, Lerum Västergården 4:11) | Bostadshus (3 byggnader) | 1892           |          | Lerum    | 57.77327, 12.28678 |                | Ladda upp en till bild av denna byggnad |

## Lidköpings kommun
| Namn                                                        | Ursprunglig funktion                                                      | Byggår                                   | Arkitekt | Plats                        | Läge               | Anläggnings-ID | Bild                                    |
| ----------------------------------------------------------- | ------------------------------------------------------------------------- | ---------------------------------------- | -------- | ---------------------------- | ------------------ | -------------- | --------------------------------------- |
| Ekebo gård (Ekebo 2:1)                                      | Ämbets- och tjänstemannaboställe (10 byggnader)                           | 1785                                     |          | Kållandsö                    | 58.66655, 13.18691 |                | Ladda upp en till bild av denna byggnad |
| Grevehuset (Odin 1)                                         | Bostadshus (3 byggnader)                                                  | 1674                                     |          | Lidköping                    | 58.50339, 13.15623 |                | Ladda upp en till bild av denna byggnad |
| Kvarteret Fiskaren (Fiskaren 3)                             | Hantverksgård; bostadshus, parstuga, stall, smedja, vedbod, (6 byggnader) | 1864, 1873–74, 1877, 1882, 1902, 1902–05 |          | Lidköping (väster Limtorget) | 58.50315, 13.16475 |                | Ladda upp en till bild av denna byggnad |
| Lidköpings rådhus (Nya Staden 1:1)                          | Rådhus (1 byggnad)                                                        | 1676                                     |          | Lidköping (Nya stadens torg) | 58.50402, 13.15764 |                | Ladda upp en till bild av denna byggnad |
| Läckö kungsgård och slott (Läckö 1:7 (f.d. Läckö 1:5))      | Slott och kyrka (9 byggnader)                                             | 1298                                     |          | Kållandsö                    | 58.67516, 13.21950 |                | Ladda upp en till bild av denna byggnad |
| Navens fyrplats (Traneberg 1:2)                             | Fyrplats (2 byggnader)                                                    | 1886                                     |          | nordväst om Kållandsö        | 58.701, 13.109     |                | Ladda upp en till bild av denna byggnad |
| Prosten Silvius stiftelse (Tun 19:1 och 24:1)               | Skola,Läroverk (3 byggnader)                                              | 1781                                     |          | Tun                          | 58.43090, 12.73731 |                | Ladda upp en till bild av denna byggnad |
| Schougska handelsgården (Ottar 1-2)                         | Borgargård,Handelsgård (5 byggnader)                                      | 1790                                     |          | Lidköping                    | 58.50322, 13.15675 |                | Ladda upp en till bild av denna byggnad |
| Stola herrgård (Stola 1:8)                                  | Säteri (1 byggnad)                                                        | 1719                                     |          | Strö                         | 58.59469, 13.08420 |                | Ladda upp en till bild av denna byggnad |
| Villa Giacomina (Villa Giacomina 1:15, 1:21 f.d. 1:1, 1:13) | Slott (12 byggnader)                                                      | 1800                                     |          | Lidköping                    | 58.53496, 13.13000 |                | Ladda upp en till bild av denna byggnad |

## Lilla Edets kommun
| Namn                                                                   | Ursprunglig funktion | Byggår | Arkitekt | Plats      | Läge               | Anläggnings-ID | Bild                                                                      |
| ---------------------------------------------------------------------- | -------------------- | ------ | -------- | ---------- | ------------------ | -------------- | ------------------------------------------------------------------------- |
| Lilla Edets kraftverk (Västra Röd 1:9 Lilla Edets vattenkraftstation ) | Vattenkraftverk      | 1926   |          | Lilla Edet | 58.13552, 12.11989 |                | Se fler bilder av denna byggnad · Ladda upp en till bild av denna byggnad |

## Lysekils kommun
| Namn                                                                  | Ursprunglig funktion                   | Byggår    | Arkitekt | Plats         | Läge               | Anläggnings-ID | Bild                                    |
| --------------------------------------------------------------------- | -------------------------------------- | --------- | -------- | ------------- | ------------------ | -------------- | --------------------------------------- |
| Curmanska villorna (Kyrkvik 3:1 f.d. Badhuset 1, stg 671, 1631, 1632) | Fritidshus (2 byggnader)               | 1878-1880 |          | Lysekil       | 58.27013, 11.43581 |                | Ladda upp en till bild av denna byggnad |
| Härnäsets Folkets hus (Svee 1:10)                                     | Folkets hus (1 byggnad)                | 1907      |          | Fågelviken    | 58.37423, 11.40171 |                | Ladda upp en till bild av denna byggnad |
| Carl Wilhelmsons villa (Fiskebäck 1:124, 1:169, 1:249)                | Konstnärsateljé,Bostadshus (1 byggnad) | 1913      |          | Fiskebäckskil | 58.24772, 11.45627 |                | Ladda upp en till bild av denna byggnad |

## Mariestads kommun
| Namn                                                                       | Ursprunglig funktion                   | Byggår           | Arkitekt                                    | Plats       | Läge               | Anläggnings-ID | Bild                                    |
| -------------------------------------------------------------------------- | -------------------------------------- | ---------------- | ------------------------------------------- | ----------- | ------------------ | -------------- | --------------------------------------- |
| Bageriet i kvarteret Baggen (Baggen 5;f.d. 2)                              | Borgargård (5 byggnader)               | 1690-talet       |                                             | Mariestad   | 58.71031, 13.82040 |                | Ladda upp en till bild av denna byggnad |
| Bertha Petterssons hus (Mården 6)                                          | Borgargård, Handelsgård (3 byggnader)  | 1829             |                                             | Mariestad   | 58.71033, 13.82139 |                | Ladda upp en till bild av denna byggnad |
| Harnäs fyrplats (Börstorp 2:5)                                             | Kommunikation - Fyrplats (4 byggnader) | 1865             |                                             | Harnäs udde | koordinater saknas |                | Ladda upp en bild av denna byggnad      |
| Tidigare Länsresidenset Marieholm (Marieholm 1:5; f.d. Marieholm 1:1, 2:1) | Kungsgård, Residens (7 byggnader)      | 1733             | Johan Eberhard Carlberg, Johan Fredrik Åbom | Mariestad   | 58.70804, 13.81797 |                | Ladda upp en till bild av denna byggnad |
| Mariestads fängelse (Fiskgjusen 2; f.d. Marieholm 1:6)                     | Kriminalvårdsanstalt (5 byggnader)     | 1848             |                                             | Mariestad   | 58.70899, 13.81548 |                | Ladda upp en till bild av denna byggnad |
| Mariestads gamla lasarett (Katten 8)                                       | Sjukhus (2 byggnader)                  | 1760-talet       |                                             | Mariestad   | 58.71263, 13.82118 |                | Ladda upp en till bild av denna byggnad |
| Mariestads station (Gamla Staden 3:2)                                      | Järnvägsstation (1 byggnad)            | 1909             | Lars Kellman                                | Mariestad   | 58.71115, 13.82457 |                | Ladda upp en till bild av denna byggnad |
| Mariestads teater (Lärkan 2)                                               | Teater, Biograf (3 byggnader)          | 1842             |                                             | Mariestad   | 58.70829, 13.82283 |                | Ladda upp en till bild av denna byggnad |
| Odensåkers klockarbol (Odensåkers klockarbol 9:1, Odensåker 5:3)           | Boställe, Klockargård (8 byggnader)    | 1700-talets mitt |                                             | Odensåker   | 58.55424, 13.88292 |                | Ladda upp en till bild av denna byggnad |
| Stora Eks herrgård (Ek 5:1)                                                | Herrgård (7 byggnader)                 | 1778             |                                             | Ek          | 58.61553, 13.81571 |                | Ladda upp en till bild av denna byggnad |
| Zachauska gården (Svanen 3; f.d. Svanen 1)                                 | Borgargård (5 byggnader)               | 1761             |                                             | Mariestad   | 58.70778, 13.82020 |                | Ladda upp en till bild av denna byggnad |

## Marks kommun
| Namn                                                                        | Ursprunglig funktion                             | Byggår     | Arkitekt | Plats      | Läge                | Anläggnings-ID | Bild                                                                      |
| --------------------------------------------------------------------------- | ------------------------------------------------ | ---------- | -------- | ---------- | ------------------- | -------------- | ------------------------------------------------------------------------- |
| Anjougården i Skene (Skene 6:35)                                            | Hantverk och manufaktur - Krukmakeri (1 byggnad) | 1868       |          | Skene      | koordinater saknas  |                | Ladda upp en bild av denna byggnad                                        |
| Förläggargården Assberg (Assberg 4:14 f.d. Olsagården 4:14)                 | Förläggargård (1 byggnad)                        | 1710       |          | Skene      | 57.49623, 12.66132  |                | Ladda upp en till bild av denna byggnad                                   |
| Förläggargården Kinna sanden (Kinna 24:130 f.d. stg 18, 153, 220, 148, 420) | Förläggargård (1 byggnad)                        | 1840       |          | Kinna      | 57.50737, 12.69675  |                | Ladda upp en till bild av denna byggnad                                   |
| Förläggargården Kronogärdet (Kronogärdet 1:15, 1:18)                        | Förläggargård (4 byggnader)                      | 1800–1815  |          | Fritsla    | 57.558092, 12.79246 |                | Ladda upp en bild av denna byggnad                                        |
| Förläggargården Källäng (Åsletorp 2:1 (f.d. Jänsagården 2:1)                | Förläggargård (8 byggnader)                      | 1830-talet |          | Kinna      | 57.52356, 12.72925  |                | Ladda upp en till bild av denna byggnad                                   |
| Förläggargården Risäng (Brättingstorp 3:99 f.d. Storegården 3:64)           | Förläggargård (3 byggnader)                      | 1850       |          | Kinna      | 57.50676, 12.71836  |                | Ladda upp en till bild av denna byggnad                                   |
| Förläggargården Salgutsred (Salgutsred 5:18 f.d. stadsäga 800 A)            | Förläggargård (3 byggnader)                      | 1830-talet |          | Kinna      | 57.54183, 12.74912  |                | Ladda upp en till bild av denna byggnad                                   |
| Förläggargården Haga gård (Gullberg 13:5)                                   | Förläggargård (2 byggnader)                      | 1851       |          | Gröneslätt | 57.50892, 12.71849  |                | Ladda upp en till bild av denna byggnad                                   |
| Rydals industri (Rydal 1:15)                                                | Spinneri, Kraftverk (6 byggnader)                | 1853       |          | Rydal      | 57.55480, 12.69378  |                | Se fler bilder av denna byggnad · Ladda upp en till bild av denna byggnad |
| Förläggargården Sjögarås (Sjögarås 1:1)                                     | Förläggargård (1 byggnad)                        | 1817       |          | Örby       | 57.46347, 12.73753  |                | Ladda upp en till bild av denna byggnad                                   |

## Melleruds kommun
| Namn                                                                          | Ursprunglig funktion               | Byggår | Arkitekt              | Plats            | Läge                 | Anläggnings-ID | Bild                                    |
| ----------------------------------------------------------------------------- | ---------------------------------- | ------ | --------------------- | ---------------- | -------------------- | -------------- | --------------------------------------- |
| Ekholmens herrgård (Ekholmen 2:1)                                             | Säteri (4 byggnader)               | 1799   |                       | Dals Rostock     | 58.72359, 12.38426   |                | Ladda upp en till bild av denna byggnad |
| Hjortens udde (Udden 1:35)                                                    | Fyrtorn och fyrplats (7 byggnader) | 1852   | Gustav von Heidenstam | Grinstads socken | 58.638892, 12.666347 |                | Ladda upp en till bild av denna byggnad |
| Svecklingebyn (Svecklingebyn 1:39 fd.Svecklingebyn 1:29)                      | Bondgård (5 byggnader)             | 1809   |                       | Örs socken       | 58.66457, 12.40444   |                | Ladda upp en till bild av denna byggnad |
| Dalslands kanal med akvedukt i Håverud, (Krökersrud 1:238, Forsbo 1:30, 1:34) | Kanalanläggning med akvedukt       | 1868   |                       | Håverud          | 58.824167, 12.414167 |                | Ladda upp en till bild av denna byggnad |

## Munkedals kommun
Byggnadsminnen saknas

## Mölndals kommun
| Namn                                            | Ursprunglig funktion             | Byggår          | Arkitekt           | Plats   | Läge               | Anläggnings-ID | Bild                                    |
| ----------------------------------------------- | -------------------------------- | --------------- | ------------------ | ------- | ------------------ | -------------- | --------------------------------------- |
| Mölndals Kvarnby (Kvarnhjulet 1)                | Kvarn (1 byggnad)                | 1858            |                    | Mölndal | 57.65686, 12.02939 |                | Ladda upp en till bild av denna byggnad |
| Gunnebo slott (Gunnebo 1:27 f.d. stg 2425-2427) | Slott (1 byggnad)                | 1778            |                    | Mölndal | 57.65784, 12.06299 |                | Ladda upp en till bild av denna byggnad |
| Krokslätts fabriker (Kängurun 18)               | Industrianläggning (6 byggnader) | 1890-1907, 1986 | Ernst Krüger, FFNS | Mölndal | 57.67038, 12.00868 |                | Ladda upp en till bild av denna byggnad |

## Orusts kommun
| Namn                     | Ursprunglig funktion   | Byggår | Arkitekt              | Plats    | Läge                 | Anläggnings-ID | Bild                                    |
| ------------------------ | ---------------------- | ------ | --------------------- | -------- | -------------------- | -------------- | --------------------------------------- |
| Måseskär (Måseskär 1:1 ) | Fyrplats (9 byggnader) | 1865   | Gustav von Heidenstam | Måseskär | 58.094167, 11.330833 |                | Ladda upp en till bild av denna byggnad |

## Partille kommun
| Namn                                                  | Ursprunglig funktion          | Byggår | Arkitekt | Plats    | Läge               | Anläggnings-ID | Bild                                    |
| ----------------------------------------------------- | ----------------------------- | ------ | -------- | -------- | ------------------ | -------------- | --------------------------------------- |
| Partille herrgård (Partille 3:152)                    | Herrgård (1 byggnad)          | 1785   |          | Partille | 57.73838, 12.10250 |                | Ladda upp en till bild av denna byggnad |
| Partille station (Partille 13:5-6 f.d. Partille 13:5) | Järnvägsstation (4 byggnader) | 1901   |          | Partille | 57.74058, 12.10065 |                | Ladda upp en till bild av denna byggnad |

## Skara kommun
| Namn                                                              | Ursprunglig funktion                     | Byggår              | Arkitekt | Plats          | Läge                 | Anläggnings-ID | Bild                                    |
| ----------------------------------------------------------------- | ---------------------------------------- | ------------------- | -------- | -------------- | -------------------- | -------------- | --------------------------------------- |
| Brunsbo (Brunsbo 1:3)                                             | Biskopsgård (10 byggnader)               | 1505 eller tidigare |          | Skara(utanför) | 58.39348, 13.49483   |                | Ladda upp en till bild av denna byggnad |
| Dagsnäs slott (Dagsnäs 1:3)                                       | Herrgård (5 byggnader)                   | 1770-talet          |          | Bjärka         | 58.28439, 13.49405   |                | Ladda upp en till bild av denna byggnad |
| Höjentorp (Höjentorp 1:2 f.d. Höjentorp 1:1-8:1)                  | Kungsgård (3 byggnader)                  | 1700-talets mitt    |          | Eggby          | 58.41606, 13.64120   |                | Ladda upp en till bild av denna byggnad |
| Skara rådhus (Rådhuset 11 f.d. 12)                                | Rådhus (1 byggnad)                       | 1719                |          | Skara          | 58.38619, 13.43761   |                | Ladda upp en till bild av denna byggnad |
| Skara brandmuseum (Gamla staden 2:1)                              | Brandstation,Spruthus (1 byggnad)        | 1700-talet          |          | Skara          | 58.38442, 13.44095   |                | Ladda upp en till bild av denna byggnad |
| Skara domkapitelhus (Venus 11)                                    | Domkapitel (4 byggnader)                 | 1746                |          | Skara          | 58.38600, 13.44097   |                | Ladda upp en till bild av denna byggnad |
| Skara stifts- och landsbibliotek (Metes 3)                        | Bibliotek (1 byggnad)                    | 1859                |          | Skara          | 58.38702, 13.43932   |                | Ladda upp en till bild av denna byggnad |
| Skara vattentorn (Oxbacken 2:1)                                   | Vattentorn (1 byggnad)                   | 1898                |          | Skara          | 58.38147, 13.43688   |                | Ladda upp en till bild av denna byggnad |
| Skara veterinärinrättning (Skytten 1, 2, Häggen 2 f.d. Sälgen 15) | Skola,Högskola (9 byggnader)             | 1803                |          | Skara          | 58.38901, 13.43810   |                | Ladda upp en till bild av denna byggnad |
| Torps ryttmästareboställe (Torp 1:2 f.d. Torp 1:1)                | Boställe,Officersboställe (11 byggnader) | 1700-talet          |          | Eggby          | 58.41391, 13.67726   |                | Ladda upp en till bild av denna byggnad |
| Djäknestallet (Iris 1)                                            | Bostadshus                               | 1829                |          | Skara          | 58.387526, 13.440326 |                | Ladda upp en till bild av denna byggnad |

## Skövde kommun
| Namn                                                                | Ursprunglig funktion                            | Byggår                                   | Arkitekt                               | Plats     | Läge               | Anläggnings-ID | Bild                                    |
| ------------------------------------------------------------------- | ----------------------------------------------- | ---------------------------------------- | -------------------------------------- | --------- | ------------------ | -------------- | --------------------------------------- |
| P4, Skövde garnison (Skövde 5:259)                                  | Kasernetablissemang (22 byggnader)              | 1913                                     |                                        | Skövde    | 58.37870, 13.84592 |                | Ladda upp en till bild av denna byggnad |
| Binnebergs tingshus (Binneberg 4:35)                                | Tingshus, arkiv, arrest och häkte (3 byggnader) | 1750-talet, 1816                         |                                        | Binneberg | 58.52113, 13.86404 |                | Ladda upp en till bild av denna byggnad |
| Helénsgården (Bryggaren 10; f.d. Skövde 2:990, Bryggaren 1-5 och 7) | Borgargård (4 byggnader)                        | 1700-talet                               |                                        | Skövde    | 58.38895, 13.84320 |                | Ladda upp en till bild av denna byggnad |
| Horns tegelbruk (Horns-Axtorp 1:5)                                  | Bruk (12 byggnader)                             | 1800-talet                               |                                        | Axtorp    | 58.51189, 13.88565 |                | Ladda upp en till bild av denna byggnad |
| Hotell Billingen (Fjolner 7)                                        | Hotell, stadshotell (1 byggnad)                 | 1888                                     | Axel och Hjalmar Kumlien, Lars Kellman | Skövde    | 58.38987, 13.84961 |                | Ladda upp en till bild av denna byggnad |
| Klagstorps herrgård (Klagstorp 2:2)                                 | Herrgård (5 byggnader)                          | 1700-talet                               |                                        | Klagstorp | 58.33538, 13.88522 |                | Ladda upp en till bild av denna byggnad |
| Vretens sågverk (Vreten 1:30)                                       | Såg, herrgård (2 byggnader)                     | 1886–1887                                |                                        | Vreten    | 58.27704, 13.92216 |                | Ladda upp en till bild av denna byggnad |
| Vaholms bro (Skövde Vaholm 3:1)                                     | Bro (1 byggnad)                                 | 1830 och 1880 (troligen mellan dessa år) | okänd                                  | Vaholm    | 58.58737, 14.00023 |                | Ladda upp en till bild av denna byggnad |

## Sotenäs kommun
| Namn                                                 | Ursprunglig funktion                    | Byggår | Arkitekt | Plats   | Läge               | Anläggnings-ID | Bild                                    |
| ---------------------------------------------------- | --------------------------------------- | ------ | -------- | ------- | ------------------ | -------------- | --------------------------------------- |
| Hållö fyr (Vägga skärgård 1:1)                       | Fyrplats (1 byggnad)                    | 1842   |          | Hållö   | 58.33592, 11.21733 |                | Ladda upp en till bild av denna byggnad |
| Smögens lotsutkik (Smögenön 1:1 f.d. Smögenön 1:414) | Lotsstation och lotsplats (2 byggnader) | 1936   |          | Smögen  | 58.35544, 11.21943 |                | Ladda upp en till bild av denna byggnad |
| Åby säteri (Åby 2:1) Nuvarande Nordens ark           | Säteri,Herrgård (10 byggnader)          | 1727   |          | Tossene | 58.44243, 11.43548 |                | Ladda upp en till bild av denna byggnad |

## Stenungsunds kommun
| Namn                                                      | Ursprunglig funktion                  | Byggår                                 | Arkitekt | Plats         | Läge               | Anläggnings-ID | Bild                                    |
| --------------------------------------------------------- | ------------------------------------- | -------------------------------------- | -------- | ------------- | ------------------ | -------------- | --------------------------------------- |
| Mariagården (Stenung 3:226)                               | Bondgård (2 byggnader)                | 1700-talets senare del                 |          | Norums socken | 58.07531, 11.83473 |                | Ladda upp en till bild av denna byggnad |
| Smedseröds tingshus och gästgiveri (Ucklum-Smedseröd 1:1) | Tingshus, gästgivargård (2 byggnader) | 1876 (tingshuset), 1860 (gästgiveriet) |          | Ucklum        | 58.06766, 11.92757 |                | Ladda upp en till bild av denna byggnad |
| Stenung Västergård (Stenung 3:226)                        | Bondgård Jordkällare (2 byggnader)    | 1700-talets första hälft               |          | Norums socken | 58.07531, 11.83473 |                | Ladda upp en bild av denna byggnad      |

## Strömstads kommun
| Namn                                                     | Ursprunglig funktion                 | Byggår                             | Arkitekt | Plats     | Läge               | Anläggnings-ID | Bild                                    |
| -------------------------------------------------------- | ------------------------------------ | ---------------------------------- | -------- | --------- | ------------------ | -------------- | --------------------------------------- |
| Gamla Svinesundsbron (Skogar 1:5, 1:6, 1:42, 1:52, 1:69) | Bro (1 byggnad)                      | 1942 (färdigställd), 1946 (invigd) |          | Svinesund | 59.09763, 11.27057 |                | Ladda upp en till bild av denna byggnad |
| Sillsalteriet Sibirien, Sydkoster (Långegärde 1:64)      | Fiskberedningsanläggning (1 byggnad) | 1890                               |          | Sydkoster | 58.89133, 11.00787 |                | Ladda upp en till bild av denna byggnad |
| Strömstads station (Strömstad 4:27)                      | Järnvägsstation (1 byggnad)          | 1909                               |          | Strömstad | 58.93641, 11.17364 |                | Ladda upp en till bild av denna byggnad |

## Svenljunga kommun
| Namn                                                      | Ursprunglig funktion                            | Byggår              | Arkitekt | Plats     | Läge               | Anläggnings-ID | Bild                                    |
| --------------------------------------------------------- | ----------------------------------------------- | ------------------- | -------- | --------- | ------------------ | -------------- | --------------------------------------- |
| A. Hedenlund & Co vin- och spirituosahandel (Åkersta 1:1) | Handelsmagasin, Lager, Kontorshus (3 byggnader) | 1886                |          | Sexdrega  | 57.57961, 13.12204 |                | Ladda upp en till bild av denna byggnad |
| Klevs gästgiveri (Kleven 1:72)                            | Gästgivargård (3 byggnader)                     | 1826 eller tidigare |          | Mårdaklev | 57.25434, 12.98335 |                | Ladda upp en till bild av denna byggnad |

## Tanums kommun
| Namn                                                   | Ursprunglig funktion                                           | Byggår                  | Arkitekt | Plats      | Läge               | Anläggnings-ID | Bild                                    |
| ------------------------------------------------------ | -------------------------------------------------------------- | ----------------------- | -------- | ---------- | ------------------ | -------------- | --------------------------------------- |
| Kaptensgården i Grebbestad (Grebbestad 7:2)            | Kaptensgård (1 byggnad)                                        | 1785                    |          | Grebbestad | 58.69107, 11.25605 |                | Ladda upp en till bild av denna byggnad |
| Florön                                                 | Gästgivargård,Fiskberedningsanläggning,Affärshus (5 byggnader) | 1870                    |          | Florön     | 58.57962, 11.22335 |                | Ladda upp en till bild av denna byggnad |
| Kiddön (Kanebo 1:3, 1:16, 1:17, 1:107)                 | Bysamfällighet (9 byggnader)                                   | 1840 (äldsta byggnaden) |          | Kiddön     | 58.52961, 11.24563 |                | Ladda upp en till bild av denna byggnad |
| Mjölkeröds gård (Mjölkeröd 1:1)                        | Bondgård (9 byggnader)                                         | 1826                    |          | Mjölkeröd  | 58.75767, 11.24655 |                | Ladda upp en till bild av denna byggnad |
| Tanums gästgiveri (Tanumshede 1:32)                    | Gästgivargård (1 byggnad)                                      | 1700-talet              |          | Tanumshede | 58.72305, 11.32296 |                | Ladda upp en till bild av denna byggnad |
| Tanums tingshus (Tanumshede 1:10 f.d. Hede 1:10, 1:32) | Tingshus,Sockenmagasin (4 byggnader)                           | 1700-talet              |          | Tanumshede | 58.72226, 11.32163 |                | Ladda upp en till bild av denna byggnad |

## Tibro kommun
- Byggnadsminnen saknas

## Tidaholms kommun
| Namn                                | Ursprunglig funktion     | Byggår               | Arkitekt | Plats     | Läge               | Anläggnings-ID | Bild                                    |
| ----------------------------------- | ------------------------ | -------------------- | -------- | --------- | ------------------ | -------------- | --------------------------------------- |
| Kavlås slott (Kavlås 1:3)           | Herrgård (14 byggnader)  | 1775                 |          | Hömb      | 58.22688, 13.87688 |                | Ladda upp en till bild av denna byggnad |
| Kungslena kungsgård (Kungslena 1:2) | Kungsgård (13 byggnader) | 1732                 |          | Kungslena | 58.22779, 13.80339 |                | Ladda upp en till bild av denna byggnad |
| Logen 204 Vulcan (Tallen 5)         | Ordenshus (2 byggnader)  | 1883                 |          | Tidaholm  | 58.17482, 13.95159 |                | Ladda upp en till bild av denna byggnad |
| Suntaks gamla kyrka (Suntak 20:1)   | Kyrka (1 byggnad)        | Mitten av 1100-talet |          | Tidaholm  | 58.1288, 13.8687   |                | Ladda upp en till bild av denna byggnad |

## Tjörns kommun
| Namn                                            | Ursprunglig funktion                   | Byggår           | Arkitekt | Plats     | Läge               | Anläggnings-ID | Bild                                    |
| ----------------------------------------------- | -------------------------------------- | ---------------- | -------- | --------- | ------------------ | -------------- | --------------------------------------- |
| Fjälebro (Fjälebro 2:13 och 2:14)               | Bondgård (2 byggnader)                 | 1700-talets slut |          | Fjälebro  | 58.06035, 11.70238 |                | Ladda upp en bild av denna byggnad      |
| Kålhuvudet, Tjörn (Sunna 1:16)                  | Fiskberedningsanläggning (2 byggnader) | 1784             |          | Kyrkesund | 58.01061, 11.51561 |                | Ladda upp en till bild av denna byggnad |
| Pater Nosters fyrplats (Pater Nosterskären 1:1) | Kommunikation - Fyrplats               | 1868             |          | Hamneskär | koordinater saknas |                | Ladda upp en till bild av denna byggnad |
| Sundsby säteri (Sundsby 2:77 f.d. Sundsby 2:1)  | Herrgård (8 byggnader)                 | 1760             |          | Mjörn     | 58.07063, 11.68910 |                | Ladda upp en till bild av denna byggnad |
| Valsäng strand (Valsäng 5:1)                    | Hamn (4 byggnader)                     | 1700-talet       |          | Klövedal  | 58.05208, 11.59559 |                | Ladda upp en till bild av denna byggnad |

## Tranemo kommun
| Namn                                            | Ursprunglig funktion                                             | Byggår                                                            | Arkitekt | Plats           | Läge               | Anläggnings-ID | Bild                                    |
| ----------------------------------------------- | ---------------------------------------------------------------- | ----------------------------------------------------------------- | -------- | --------------- | ------------------ | -------------- | --------------------------------------- |
| Torpa stenhus (Torpa 3:1 f.d. Torpa säteri 2:1) | Säteri (1 byggnad)                                               | 1400-talet                                                        |          | Länghem         | 57.66000, 13.27942 |                | Ladda upp en till bild av denna byggnad |
| Björdal övregården (Björdal 1:3)                | Äldre gårdsmiljö i södra Sjuhäradsbygden (6 byggnader); jordbruk | I början av 1800-talet, 1863, slutet av 1800-talet, 1908, 1908-10 | Saknas   | Månstads socken | 57.57989, 13.19900 |                | Ladda upp en bild av denna byggnad      |

## Trollhättans kommun
| Namn                                                         | Ursprunglig funktion                           | Byggår                          | Arkitekt | Plats       | Läge                 | Anläggnings-ID | Bild                                                                      |
| ------------------------------------------------------------ | ---------------------------------------------- | ------------------------------- | -------- | ----------- | -------------------- | -------------- | ------------------------------------------------------------------------- |
| Olidans kraftverk (Olidan 3:13)                              | Kraftverk (3 byggnader)                        | 1910                            |          | Trollhättan | 58.27503, 12.27352   |                | Se fler bilder av denna byggnad · Ladda upp en till bild av denna byggnad |
| Trollhätte kanal- och slussområde (Olidan 3:2 och Åker 10:1) | Kanalanläggning,Slussanläggning (25 byggnader) | 1800, 1916 (nuvarande slussled) |          | Trollhättan | 58.26685, 12.26399   |                | Se fler bilder av denna byggnad · Ladda upp en till bild av denna byggnad |
| Västergärdet på Olidan (Olidan 4:1, 7:1-6, 8:1-3, 9:1)       | Bostadshus (12 byggnader)                      | 1909                            |          | Trollhättan | 58.27151, 12.26798   |                | Ladda upp en till bild av denna byggnad                                   |
| Backstugan Kulla (Nyckleby 2:8)                              | Backstuga, Fritidshus                          | 1860                            |          | Upphärad    | 58.153828, 12.294784 |                | Ladda upp en till bild av denna byggnad                                   |

## Töreboda kommun
| Namn                                                      | Ursprunglig funktion             | Byggår | Arkitekt | Plats             | Läge               | Anläggnings-ID | Bild                                    |
| --------------------------------------------------------- | -------------------------------- | ------ | -------- | ----------------- | ------------------ | -------------- | --------------------------------------- |
| Fredsbergs prästgård (Klockarbolet 3:1 f.d. Prästbol 2:1) | Boställe,Prästgård (4 byggnader) | 1802   |          | Fredsbergs socken | 58.74493, 14.07514 |                | Ladda upp en till bild av denna byggnad |
| Sveneby herrgård (Sveneby 1:4)                            | Herrgård (7 byggnader)           | 1756   |          | Sveneby           | 58.59471, 13.94215 |                | Ladda upp en till bild av denna byggnad |
| Töreboda station (Björkäng 9:4 f.d. 9:1)                  | Järnvägsstation (1 byggnad)      | 1859   |          | Töreboda          | 58.70586, 14.12853 |                | Ladda upp en till bild av denna byggnad |
| Valla tingshus (Valla 8:1)                                | Tingshus (1 byggnad)             | 1760   |          | Fägre             | 58.64390, 14.06416 |                | Ladda upp en till bild av denna byggnad |

## Uddevalla kommun
| Namn | Ursprunglig funktion        | Byggår                         | Arkitekt | Plats       | Läge               | Anläggnings-ID | Bild                                    |
| --- | --------------------------- | ------------------------------ | -------- | ----------- | ------------------ | -------------- | --------------------------------------- |
| Uddevalla centralstation (Stadskärnan 1:148)                                                                            | Järnvägsstation (1 byggnad) | 1895                           |          | Uddevalla   | 58.35393, 11.92319 |                | Ladda upp en till bild av denna byggnad |
| Vägavsnitt vid Åsen på Gamla Rikstvåan (Grinneröds-Högen 2:1, Grinneröds-Åsen 1:13, Grinneröds-Torp 1:6-7, Myre1:10-11) | Väg (inga byggnader)        | 1901 (anlagd), 1935 (stenlagd) |          | Grinneröd   | 58.19031, 11.93824 |                | Ladda upp en till bild av denna byggnad |
| Gullmarsbergs säteri (Gullmarsberg 2:2)                                                                                 | Herrgård (4 byggnader)      | 1669                           |          | Skredsvik   | 58.38183, 11.65038 |                | Ladda upp en till bild av denna byggnad |
| Gustafsbergs bad- och kurort (Gustavsberg 1:19 och 1:24; f.d. stg 1431, 1432)                                           | Hälsobrunn (27 byggnader)   | 1700-talets slut               |          | Gustafsberg | 58.32923, 11.90415 |                | Ladda upp en till bild av denna byggnad |
| Villa Carolina (Gustavsberg 1:24)                                                                                       | Fritidshus (2 byggnader)    | 1853                           |          | Gustafsberg | 58.32973, 11.90398 |                | Ladda upp en till bild av denna byggnad |
| Villa Ekbacken (Gustavsberg 1:23)                                                                                       | Fritidshus (2 byggnader)    | 1865                           |          | Gustafsberg | 58.32788, 11.90699 |                | Ladda upp en till bild av denna byggnad |
| Villa Elfkullen (Tureborg 1:124)                                                                                        | Bostadshus (3 byggnader)    | 1887                           |          | Uddevalla   | 58.34470, 11.95339 |                | Ladda upp en till bild av denna byggnad |

## Ulricehamns kommun
| Namn                                                | Ursprunglig funktion        | Byggår             | Arkitekt      | Plats      | Läge               | Anläggnings-ID | Bild                                    |
| --------------------------------------------------- | --------------------------- | ------------------ | ------------- | ---------- | ------------------ | -------------- | --------------------------------------- |
| Vattenverket i Ulricehamn (Bogesund 1:88 och 1:253) | Vattenverk (4 byggnader)    | 1914               |               | Ulricehamn | 57.79191, 13.41611 |                | Ladda upp en till bild av denna byggnad |
| Bäckagården (Marbäck 20:2)                          | Gästgivargård (1 byggnad)   | 1800-talets början |               | Marbäck    | 57.73579, 13.42515 |                | Ladda upp en till bild av denna byggnad |
| Källebacka herrgård (Källebacka 1:1)                | Herrgård (7 byggnader)      | 1675               |               | Marbäck    | 57.73429, 13.44093 |                | Ladda upp en till bild av denna byggnad |
| Ulricehamns station (Sten Sture 1)                  | Järnvägsstation (1 byggnad) | 1906               | Axel Peterson | Ulricehamn | 57.79352, 13.41145 |                | Ladda upp en till bild av denna byggnad |
| Vinsarp (Vinsarp 1:9)                               | Herrgård (3 byggnader)      | 1600-talets slut   |               | Dalum      | 57.90000, 13.52660 |                | Ladda upp en till bild av denna byggnad |

## Vara kommun
| Namn                                              | Ursprunglig funktion          | Byggår                                           | Arkitekt               | Plats   | Läge               | Anläggnings-ID | Bild                                    |
| ------------------------------------------------- | ----------------------------- | ------------------------------------------------ | ---------------------- | ------- | ------------------ | -------------- | --------------------------------------- |
| Bengtssonska spannmålsmagasinet (Örnen 3)         | Spannmålsmagasin              | 1867, respektive 1888 för de två byggnadsdelarna | ej känd                | Vara    | 58.26345, 12.94950 |                | Ladda upp en till bild av denna byggnad |
| Bjertorp slott (Bjärrtorp 4:2)                    | Herrgård                      | 1914                                             | Ferdinand Boberg       | Tråvad  | 58.26511, 13.11381 |                | Ladda upp en till bild av denna byggnad |
| Slädene storegård (Slädene 10:6)                  | Officersboställe och bondgård | 1737                                             | Bengt Wilhelm Carlberg | Slädene | 58.36464, 12.88592 |                | Ladda upp en till bild av denna byggnad |
| Tingshuset, Vara (Iden 12 (före detta Valla 8:1)) | Tingshus                      | 1897                                             | Lars Kellman           | Vara    | 58.26092, 12.94818 |                | Ladda upp en till bild av denna byggnad |
| Vedums station i Vedum (Vedum 3:186)              | Järnvägsstation               | 1866                                             | Claes Adelsköld        | Vedum   | 58.16920, 12.99888 |                | Ladda upp en till bild av denna byggnad |

## Vårgårda kommun
| Namn                         | Ursprunglig funktion   | Byggår           | Arkitekt | Plats       | Läge               | Anläggnings-ID | Bild                                    |
| ---------------------------- | ---------------------- | ---------------- | -------- | ----------- | ------------------ | -------------- | --------------------------------------- |
| Gården Ljungås (Ljungås 1:1) | Bondgård (4 byggnader) | 1700-talets slut |          | Skogsbygden | 57.89022, 12.69075 |                | Ladda upp en till bild av denna byggnad |

## Vänersborgs kommun
| Namn                                                                    | Ursprunglig funktion                    | Byggår     | Arkitekt             | Plats                | Läge               | Anläggnings-ID | Bild                                    |
| ----------------------------------------------------------------------- | --------------------------------------- | ---------- | -------------------- | -------------------- | ------------------ | -------------- | --------------------------------------- |
| Hjobergs krukmakeri (Flicksäter 2:23)                                   | Krukmakeri (1 byggnad)                  | 1860       |                      | Frändefors           | 58.52426, 12.14671 |                | Ladda upp en bild av denna byggnad      |
| Forstena (Forstena 1:2)                                                 | Boställe,Officersboställe (4 byggnader) | 1741       |                      | Västra Tunhem        | 58.32317, 12.37410 |                | Ladda upp en till bild av denna byggnad |
| Onsjö stenhus (Onsjö 2:1)                                               | Bondgård (5 byggnader)                  | 1788       |                      | Vänersborg           | 58.33419, 12.33219 |                | Ladda upp en till bild av denna byggnad |
| Vänersborgs residens (Residenset 2)                                     | Residens (3 byggnader)                  | 1754       | Carl Hårleman (1754) | Vänersborg           | 58.38148, 12.32132 |                | Ladda upp en till bild av denna byggnad |
| Spannmålsmagasinet i Sikhall (Sikhall 1:4)                              | Handelsmagasin (1 byggnad)              | 1874       |                      | Gestad               | 58.48735, 12.42729 |                | Ladda upp en till bild av denna byggnad |
| Torpet Solliden (Äspered 3:2 f.d. stg 1)                                | Torp,Dagsverkstorp (3 byggnader)        | 1840-talet |                      | Vänersborg (utanför) | 58.33645, 12.25697 |                | Ladda upp en till bild av denna byggnad |
| Västra Bodane lanthandel (Västra Bodane 2:11)                           | Lanthandel,Bostadshus (3 byggnader)     | 1880-talet |                      | Frändefors           | 58.52230, 12.12260 |                | Ladda upp en till bild av denna byggnad |
| Västra Tunhems prästgård (Tunhem 1:42 f.d. Tunhem 1:1, Prästgården 1:1) | Boställe,Prästgård (14 byggnader)       | 1722       |                      | Västra Tunhem        | 58.30501, 12.40747 |                | Ladda upp en till bild av denna byggnad |

## Åmåls kommun
| Namn                                                            | Ursprunglig funktion                     | Byggår     | Arkitekt | Plats     | Läge               | Anläggnings-ID | Bild                                    |
| --------------------------------------------------------------- | ---------------------------------------- | ---------- | -------- | --------- | ------------------ | -------------- | --------------------------------------- |
| Brantenbergska huset (Kronan Större 8 f.d. 5)                   | Borgargård (4 byggnader)                 | 1846       |          | Åmål      | 59.05316, 12.70797 |                | Ladda upp en till bild av denna byggnad |
| Dahlgrensgården (Kronan Större 3 och 7)                         | Borgargård (1 byggnad)                   | 1788       |          | Åmål      | 59.05286, 12.70680 |                | Ladda upp en till bild av denna byggnad |
| Edsleskogs prästgård (Edsleskogs prästgård 1:35, 1:38 f.d. 1:1) | Boställe, Prästgård (3 byggnader)        | 1822       |          | Edsleskog | 59.05796, 12.46318 |                | Ladda upp en till bild av denna byggnad |
| Engersgården (Flaggan 2)                                        | Borgargård (1 byggnad)                   | 1788       |          | Åmål      | 59.05266, 12.70934 |                | Ladda upp en till bild av denna byggnad |
| Kronan (Kronan Större 5 f.d. 6)                                 | Borgargård (4 byggnader)                 | 1830       |          | Åmål      | 59.05275, 12.70831 |                | Ladda upp en till bild av denna byggnad |
| Forsbacka herrgård (Forsbacka 1:2)                              | Säteri (6 byggnader)                     | 1818       |          | Mo        | 59.08841, 12.61830 |                | Ladda upp en till bild av denna byggnad |
| Hantverksföreningens hus i Åmål (Liljan Mindre 3)               | Borgargård (3 byggnader)                 | 1840-talet |          | Åmål      | 59.05184, 12.70702 |                | Ladda upp en till bild av denna byggnad |
| Lilliestiernska gården (Kronan Större 1)                        | Borgargård (3 byggnader)                 | 1780-talet |          | Åmål      | 59.05252, 12.70748 |                | Ladda upp en till bild av denna byggnad |
| Thorstenssons mekaniska verkstad (Motorn 1)                     | Verkstad (2 byggnader)                   | 1920       |          | Åmål      | 59.04594, 12.69348 |                | Ladda upp en till bild av denna byggnad |
| Vågmästaregården, Åmål (Vågmästaregården 1)                     | Borgargård (3 byggnader)                 | 1715       |          | Åmål      | 59.05293, 12.70610 |                | Ladda upp en till bild av denna byggnad |
| Waldenströmska gården (Liljan Mindre 4)                         | Borgargård, Hantverkargård (3 byggnader) | 1795       |          | Åmål      | 59.05193, 12.70726 |                | Ladda upp en till bild av denna byggnad |
| Stadshotellet i Åmål (Liljan Mindre 1 f.d. 3)                   | Hotell, Stadshotell (2 byggnader)        | 1904       |          | Åmål      | 59.05164, 12.70642 |                | Ladda upp en till bild av denna byggnad |

## Öckerö kommun
| Namn                           | Ursprunglig funktion   | Byggår | Arkitekt | Plats    | Läge               | Anläggnings-ID | Bild                                    |
| ------------------------------ | ---------------------- | ------ | -------- | -------- | ------------------ | -------------- | --------------------------------------- |
| Bremerska villan (Kalven 1:69) | Bostadshus (1 byggnad) | 1912   |          | Kalvsund | 57.71121, 11.68195 |                | Ladda upp en till bild av denna byggnad |
| Stångmärket Valen (Kalven 1:3) | Fyrplats (1 byggnad)   | 1829   |          | Kalvsund | 57.70938, 11.68043 |                | Ladda upp en till bild av denna byggnad |